# Kurt Wolfsdorf
Kurt Wolfsdorf (* 16. Februar 1950 in Berlin) ist ein deutscher Versicherungsmathematiker und Manager.

## Werdegang
Wolfsdorf studierte zwischen 1969 und 1975 Mathematik, Logik, Linguistik und Informatik an der TU Berlin und der FU Berlin. Nach seinem Diplom war er bis 1982 im Fachbereich Mathematik der TU tätig. 1978 promovierte er und 1982 schloss er seine Habilitation ab. Bis 1990 arbeitete er als Privatdozent an der TU, anschließend bis 1996 als außerplanmäßiger Professor.
1982 bis 1989 arbeitete Wolfsdorf als Referent im Bundesaufsichtsamt für das Versicherungswesen, wobei er zwischenzeitlich im Auftrag der EG als Regierungsberater in Brunei und Indonesien tätig war. 
1989 wechselte Wolfsdorf zur Hamburg-Mannheimer, wo er bei der Versicherung die Abteilungsleitung für Mathematik und Rechnungswesen übernahm. 1991 wurde er in den Vorstand des Unternehmens berufen. 1998 verließ Wolfsdorf die Hamburg-Mannheimer und ging zur AXA-Colonia, wo er zwei Jahre lang im Vorstand saß. Anschließend war er zwischen 2000 und 2006 Geschäftsführer der B&W Deloitte GmbH, einer spezialisierten Beratungstochter von Deloitte für den Versicherungsbereich.
2006 wurde er Vorsitzender der Vorstände der Hamburg-Mannheimer Versicherungs-AG und der  Victoria Lebensversicherung AG, sowie Mitglied des Vorstands der ERGO Versicherungsgruppe AG. Im September 2007 wurde die Zusammenarbeit beendet.
Von Juni 2008 bis Ende 2012 war Wolfsdorf Partner der Wirtschaftsprüfungsgesellschaft Deloitte & Touche.
Neben seiner beruflichen Tätigkeit bei den Versicherungsunternehmen und in der Beratung arbeitete Wolfsdorf auch beim Gesamtverband der Deutschen Versicherungswirtschaft (GDV) und der Deutschen Aktuarvereinigung (DAV). 1991 bis 1999 war er Mitglied in mehreren Fachausschüssen des GDV. 1995 wurde er erstmals in den Vorstand der DAV berufen. 1999 bis 2003 war er stellvertretender Vorsitzender der berufsständischen Organisation, anschließend bis April 2005 deren Vorsitzender. Von Mai 2005 bis April 2007 war er erneut Stellvertreter, von Mai 2007 bis Juni 2018 noch einfaches Mitglied des Gremiums. Er arbeitet weiterhin in verschiedenen Gremien der DAV. Im Jahr 2013 war Kurt Wolfsdorf Präsident der IAA
Seit 2017 ist Wolfsdorf Mitglied der Aufsichtsräte der Frankfurter-Leben-Gruppe.
2021 erhielt er das Bundesverdienstkreuz am Bande.